# Hermenegild Jireček
Hermenegild Jireček rytíř ze Samokova (13. dubna 1827 Vysoké Mýto – 29. prosince 1909 Vysoké Mýto) byl český právní a literární historik; byl především autorem prací z literárních a právních dějin, editorem pramenů k českým dějinám.

## Život
V letech 1839–1843 studoval piaristické gymnázium v Litomyšli, po přestěhování do Prahy dostudoval na Akademickém gymnáziu v Praze. Dále studoval historii na Filozofické fakultě Karlo-Ferdinandovy univerzity (v letech 1844–1846) a práva na Právnické fakultě (1846–1850) v Praze. Během studií přispíval svými články do časopisů Květy a Česká včela, a stal se také spolupracovníkem Národních novin K. Havlíčka Borovského. Po přesídlení do Vídně v letech 1850–1852 nastoupil do redakce Vídeňského deníku, kde byl odpovědným redaktorem kulturní přílohy Vesna. V dubnu 1854 nastoupil jako praktikant na c. a k. ministerstvo kultu a vyučování, kde působil po celou svou kariéru až do penzionování v roce 1894.
V roce 1855 byl ve Štýrském Hradci promován doktorem práv. Za své vědecké historicko-právnické publikace byl roku 1890 jmenován členem I. třídy České akademie věd a umění císaře Františka Josefa I. pro vědní obor právní historie. Dále byl od roku 1858 dopisujícím a od roku 1897 řádným členem Královské české společnosti nauk.
S manželkou Julií vychoval tři dcery (Marii nar. 1872, Noemi, 1874–1963 a Julii, 1878–1963). Učil korunního prince Rudolfa český jazyk a literaturu, za což mu byl 8. června 1877 udělen Řád železné koruny a byl povýšen do stavu rytířského. Při výběru jména titulu nezapomněl na svoje předky kováře, jeho přídomek "ze Samokova" má zdůraznit, že si svůj úspěch "ukoval sám".
Po svém penzionování roku 1894 se s rodinou přestěhoval do Prahy; bydleli na Novém Městě v Jenštejnské ulici v novostavbě rohového domu čp. 1779/II.
Zemřel 29. prosince 1909 ve Vysokém Mýtě ve věku 82 let. Pohřben byl v majestátní rodinné hrobce na městském hřbitově ve Vysokém Mýtě.

## Dílo
- Über Eigentumsverletzungen und deren Rechtsfolgen nach dem altböhmischen Recht (1855)
- Slovanské právo v Čechách a na Moravě (1863)
- Codex juris Bohemici (11 dílů 1867–1892)
- Spisy zábavné a rozpravné I, II, 1876 a 1878. Národní bibliotéka, sv. 37 a 53.
- Královské věnné město Vysoké Mýto (1884) Dostupné on-line
- Korunní archív český (1896)
- JIREČEK, Hermenegild. Právnický život v Čechách. Praha - Brno: nákladem autorovým, 1903. 528 s. Dostupné online.
- Rusové v Čechách (Růžový palouček. Příhody z roku 1815). Ed. František Páta  (1921)
- Paměti města a kraje vysokomýtského
- přispěvatel Vídeňských novin a editor časopisu Vesna